# Мітряєва Віра Федорівна
Віра Федорівна Мітряєва (1915 — 1990) — передовик радянського сільського господарства, доярка обласної дослідної станції тваринництва, Майнський район Ульяновської області, Герой Соціалістичної Праці (1966).

## Біографія
Народилася в 1915 році в селі Анненково-Лісове, нині Майнського району Ульяновської області в російській селянській родині.
У 1937 році поступила на роботу на Анненковську ферму Ульяновської області дослідної станції тваринництва. Набрала і стала працювати з групою телят. 
У 1953 році набрала групу корів. У 1959 році продемонструвала рекордні показники у виробництві. Протягом кількох років протягом сьомої п'ятирічки визнавалася кращою дояркою Ульяновської області. 
Указом Президії Верховної Ради СРСР від 22 березня 1966 року за отримання високих показників у сільському господарстві і рекордні надої молока Вірі Федорівні Мітряєвій присвоєно звання Героя Соціалістичної Праці з врученням ордена Леніна і медалі «Серп і Молот».
Продовжувала трудитися в колгоспі, показувала високі виробничі результати. Після виходу на заслужений відпочинок проживала в Ульяновську. 
Померла у 1990 році. Похована в рідному селі. 

## Нагороди
- золота зірка «Серп і Молот» (22.03.1966)
- орден Леніна (22.03.1966)
- інші медалі.